# 泽尔扎特
泽尔扎特（荷蘭語：Zelzate，荷蘭語發音：[ˈzɛlzaːtə]）是比利时弗拉芒大區东佛兰德省埃克洛區的一个市镇，北与荷兰接壤，通行荷蘭語，是弗拉芒社群的一部分，面积13.71平方千米，人口12,699人（2018年1月1日）。

## 友好城市
- 法國 欧布纳
- 義大利 切塞纳蒂科
- 德国 施瓦岑贝克
- 瑞士 谢尔